# Розкопанецька сільська рада
| Розкопанецька сільська рада — колишній орган місцевого самоврядування у Богуславському районі Київської області з адміністративним центром у с. Розкопанці. Водоймища на території, підпорядкованій даній раді: р. Рось. Сільській раді підпорядковані населені пункти: - с. Розкопанці |

## Склад ради
Рада складається з 14 депутатів та голови.

### Керівний склад ради
| ПІБ                         | Основні відомості                                                 | Дата обрання | Дата звільнення |
| --------------------------- | ----------------------------------------------------------------- | ------------ | --------------- |
| Яцюченко Сергій Олексійович | Сільський голова, 1965 року народження, освіта, безпартійний      | 26.03.2006   | 31.10.2010      |
| Яцюченко Сергій Олексійович | Сільський голова, 1965 року народження, освіта вища, безпартійний | 31.10.2010   |                 |

Примітка: таблиця складена за даними джерела